# Urobilinogène
 (janvier 2023).
L’urobilinogène, également appelé mésobilirubinogène, est un métabolite incolore résultant de la réduction de la bilirubine par les bactéries de la flore intestinale. Il est en partie réabsorbé, transporté par la circulation sanguine, et excrété par voie urinaire sous forme d'urobiline, responsable de la couleur jaune de ce liquide.